# Rocío en la trampa
Rocío en la trampa  es el décimo sexto capítulo del ciclo de unitarios ficcionales del programa Historias de corazón, emitido por Telefe. Este episodio se estrenó el día 30 de abril de 2013.

## Trama
Rocío y Gastón son una pareja que ha intentado tener un hijo durante mucho tiempo, pero sin éxito. A raíz de esto Gastón empieza a maltratar a Rocío, a quien hace responsable de no darle un hijo. Ella, a pesar de todo, se ocupa de su marido en todos sus aspectos y a cambio solo recibe reclamos y maltratos de su marido. La razón por la que Rocío soporta esta situación es que tiene la esperanza que Gastón cambiará una vez que ella le de un hijo.

## Elenco
- Gloria Carrá - Rocío
- Luciano Cáceres - Gastón
- Lautaro Delgado - Julián
- Mara Bestelli - Ivana
- Valeria Alonso - Sonia
- Lucía Maciel - Dra. Luciana
- Jorge Diez - Dr. Alonso
- Nani Ardanaz - Irina

## Ficha técnica
- Autor: Guillermo Hermida
- Coordinación autoral: Esther Feldman
- Producción ejecutiva: Susana Rudny
- Dirección: Gustavo Luppi